# Giacinto Auriti
Giacinto Auriti (né le 10 octobre 1923 à Guardiagrele et mort le 11 août 2006  à Rome) est un juriste, écrivain, homme politique et essayiste italien.

## Biographie
En 1998, Giacinto Auriti a collaboré avec Beppe Grillo à la réalisation du spectacle Apocalisse morbida.

## Publications
- Comproprietà navale e società fra caratisti, Milano, Giuffré, 1952
- Sulla Teoria delle società commerciali, Roma, Ed. Sallustiana, 1953
- Azione di rescissione per lesione nella liquidazione di quota sociale per recesso, Roma, Sallustiana, 1953
- Brevi cenni sulla natura giuridica del contratto di arruolamento, Roma, Sallustiana, 1953
- Lo spedizioniere-vettore e commerciante di servizi, Roma, Sallustiana, 1953
- Compendio di storia della cultura giapponese dalla età arcaica alla Restaurazione del meigi (1868), Firenze, Vallecchi, 1954
- Applicazione di una teoria dell'utilità ad una teoria del diritto e delle persone giuridiche, Roma, Failli, 1954
- Considerazioni sull'istituto dell'abbandono dell'assicuratore con particolare riguardo all'art. 546, 2. comma, Cod. Nav, Torino, UTET, 1955
- In materia di rischi per l'attesa della nave allo sbarco, Milano
- La polizza di carico, Padova, CEDAM, 1957
- Richiesta della riconsegna della merce da parte del destinatario dopo un precedente rifiuto, Milano, F. Vallardi, 1957
- Brevi cenni in tema di revoca di concessione d'impianti d'aeroporto e di legittimazione all'esercizio della rappresentanza dell'esercente negli aerodromi, Milano, Giuffré, 1959
- La norma giuridica come oggetto della scienza del diritto, Milano, Giuffré, 1960
- Il potere della produzione economica nello stato di diritto, Roma, Centro di studi politici e costituzionali, 1961
- Il diritto di proprietà nello Stato socialista, Roma, Ed. Internazionali Sociali, 1962
- Precisazioni sul concetto di efficacia rappresentativa nella vendita contro documenti, Milano, Giuffré, 1962
- Considerazioni sull'interpretazione letterale e logica del diritto, Milano, Giuffré, 1962
- Caratteristiche e natura giuridica dell'ingaggio marittimo, Milano, Giuffré, 1965
- Contributo allo studio del contratto di noleggio, Milano, Giuffré, 1970
- Appunti di diritto della navigazione, Roma, Tip. Tecnolitograf, 1970?
- La nave in costruzione: contributo ad una teoria dei beni, Padova, CEDAM, 1972
- La proprietà di popolo, Palermo, Edizioni Thule, stampa 1977
- Principi ed orientamenti per una moneta europea, Chieti, Marino Solfanelli, 1977
- Considerazioni sul regime giuridico del trasporto multimodale, Chieti, M. Solfanelli, 1979
- Il valore del diritto, stampa 1993 (S. Atto di Teramo, Edigrafital)
- L'ordinamento internazionale del sistema monetario, Edigrafital, Teramo, 1993
- Il paese dell'utopia. La risposta alle cinque domande di Ezra Pound, Tabula Fati, Chieti, 2002.  (ISBN 88-87220-36-0)